# Държавно устройство на Чили
Чили е президентска република.

## Президент
Мандатът на президента е 6 г. На проведените в началото на тази година президентски избори за държавен глава за пръв път в историята на страната е избрана жена- Мишел Башле, кандидат на управляващата левица. Тя е член на Социалистическата партия. Мишел Башле ще бъде първият чилийски президент, който ще управлява с по-кратък, 4-годишен мандат, в условията на извършени конституционни промени. Тя ще има повече правомощия от предшествениците си, включително да извършва кадрови промени във въоръжените сили без консултации със Съвета по национална сигурност.

## Изпълнителна власт
Изпълнителната власт се осъществява от президент и правителство, назначавано от него.

## Законодателна власт
Парламентът е двукамарен – Сенат и Камара на депутатите.
Камарата на депутатите се състои от 120 депутати, които се избират дириктно. Страната е разделена на 60 избирателни окръга, където на всеки 4 г. се избират двама депутати – единият трябва да е от управляващата партия, а другият от опозицията. Ако някоя от партиите се класира на първо място с двойно повече гласове, тя назначава и двамата депутати. Тази биоминална избирателна система предотвратява избирането на марки партии в парламента.
Сенатът има 48 места, от които 38 места се избират пропорционално, останалите 10 места, 9 са така наречените „институционални“, понеже се назначават от различни институции. На всеки 4 години се избират половината от сенаторите за срок от 8 години. Президентът има право да назначи един бивш министър и един бивш ректор на университет. На 16 август, 2005 година е приета промяна в закона, според която от 11 март 2006 година броят на сенаторите се намалява на 38 и те ще бъдат избирани от населението.
Шефовете на полицията се назначават от Националния съвет за сигурност. Тези сенатори имат мандат, както избираемите от 8 г. Бившият президент Едуардо Фрай (1994-2000) е назначен за сенатор с доживотен мандат.

## Съдебна власт
Върховния съд се състои от 21 съдии. Той е най-голямата юридическа инстанция в Чили. Съдиите биват предлагани от Върховния съд и се назначават от президента с доживотен мандат. Върховният съд назначава двама бивши съдии и един директор на сметната палата, четирима бивши военни и т.н.